# Lemma van Dickson
In de combinatoriek, een deelgebied van de wiskunde, stelt het lemma van Dickson dat elke verzameling van {\displaystyle n}-tupels van natuurlijke getallen een eindig aantal minimale elementen heeft. 
Dit relatief eenvoudige feit uit de combinatoriek wordt toegeschreven aan de Amerikaanse algebraïst L.E. Dickson, die het gebruikte om een resultaat in getaltheorie over perfecte getallen te bewijzen. Dit lemma was echter zeker al eerder bekend, bijvoorbeeld door Paul Gordan in zijn onderzoekingen op het gebied van de invariantentheorie..

## Voetnoten
1. ↑   Buchberger Bruno, Winkler Franz, ISBN 9780521632980, blz. 83, Cambridge University Press, London Mathematical Society Lecture Note Series, Gröbner Bases and Applications, zie hier, deel 251, 1998